# Петровське (Марі-Турецький район)
Петро́вське (рос. Петровское, марій. Петровское) — присілок у складі Марі-Турецького району Марій Ел, Росія. Входить до складу Марі-Турецького міського поселення.

## Населення
Населення — 13 осіб (2010; 12 у 2002).
Національний склад (станом на 2002 рік):
- марійці — 92 %